# Claudio Reyes
Claudio Emilio Reyes Norambuena (Longaví, 5 de mayo de 1960-Santiago, 14 de julio de 2024) fue un cantante, actor, político y comediante chileno.

## Biografía
Ingresó al Departamento de Teatro de la Universidad de Chile. Inició su carrera televisiva en 1984, participando en papeles secundarios en las telenovelas La torre 10, La represa y Bellas y audaces. Su última participación en telenovelas fue en Piel canela de 2001.
En 1989, incursiona en el canto al participar en la banda sonora de la teleserie A la sombra del ángel, en la cual también actuaba. «Por qué llora la tarde» (interpretada originalmente por el brasileño Antonio Marcos) fue conocida en la versión de Reyes por su estribillo «La tarde está llorando y es por ti», convirtiéndose en éxito radial de ese año.
En la década de 1990 inicia su carrera como comediante en el programa Jappening con ja, donde es recordado por personajes como «El Huaso Clemente», «Clementina», «Tutín», «Chalo» (peluquería Le Bisoñé) y «Charly Badulaque»; este último se hizo muy popular hacia el año 2000, cuando el programa se sustentaba prácticamente en su rutina. Posteriormente fue comediante frecuente del programa Morandé con compañía. El éxito del personaje le permitió asistir como invitado a programas estelares de la televisión de la época como Viva el lunes, e incluso se produjo una película titulada Kuma Channel: La verdadera historia de Charly Badulaque la que, según el propio Reyes, «sigue la vida de Charly, un poblador que sueña con convertirse en un animador y así cumplir los deseos de su difunto padre».
Fue elegido concejal por la comuna de Puente Alto, representando a la Unión Demócrata Independiente (UDI), para el período 2004-2008, obteniendo un 12,00% de la votación, equivalente a 12 456 votos.
Trabajó en el programa De aquí no sale de UCV Televisión en calidad de panelista invitado durante el 2016. En 2021 trabajó en el programa Gato por Liebre de Radio Agricultura.

## Vida privada
Tuvo siete hijos con seis mujeres diferentes. Su última esposa fue Yanet Alfaro. Reyes padecía de hipertensión arterial y diabetes mellitus tipo 2. El 23 de abril de 2023 sufrió un infarto cardiaco leve, del cual logró recomponerse.

## Muerte
Claudio Reyes falleció alrededor de las 23 horas del sábado 13 de julio de 2024 producto de un infarto mientras se encontraba celebrando el cumpleaños de un amigo.

## Controversias
En 1989 fue jurado en el Festival Internacional de la Canción de Viña del Mar y conoció a quien sería brevemente su pareja; María Verónica Pinochet Molina, hija de Augusto Pinochet Hiriart y nieta de Augusto Pinochet Ugarte. Supuestamente ella lo frecuentaba en los sets de grabación de Chilefilms y producto de aquello fue desvinculado de su trabajo por el director Vicente Sabatini, y, según el propio Reyes, vetado de las teleseries.
En abril de 2023 el humorista Óscar Gangas aseguró que Reyes agredió a Jajá Calderón, tras una imitación al presidente Gabriel Boric en una reunión de amigos. Su propio hijo, José Reyes Rojas, lo emplazó públicamente al decir que no era primera vez que lo hacía, y que pensaba no haberse equivocado «al marcar mi distancia de un fanático de ultraderecha».

## Filmografía

### Cine
| Año  | Título                                                  | Personaje                   |
| ---- | ------------------------------------------------------- | --------------------------- |
| 2000 | Kuma Channel: La verdadera historia de Charly Badulaque | Charly Badulaque            |
| 2002 | El fotógrafo                                            | Gardel                      |
| 2003 | Cesante                                                 |                             |
| 2009 | Desorejado                                              | Gonzalo Calvo de Barrientos |
| 2016 | Argentino QL                                            | Charly Badulaque            |

### Telenovelas
| Año  | Título                 | Personaje                       | Canal    |
| ---- | ---------------------- | ------------------------------- | -------- |
| 1983 | La represa             | Juan Johnny Cereceda            | TVN      |
| 1984 | La torre 10            | Luis ''Luchito'' Oyarce         | TVN      |
| 1985 | Marta a las ocho       | Nelson Gutiérrez                | TVN      |
| 1986 | La villa               | Esteban Porky López             | TVN      |
| 1987 | Mi Nombre es Lara      | Alfredo Gómez                   | TVN      |
| 1988 | Bellas y audaces       | Marcello Bruni                  | TVN      |
| 1988 | Las dos caras del amor | Javier Merovic / Daslav Merovic | TVN      |
| 1989 | A la sombra del ángel  | Julián Torreblanca              | TVN      |
| 1990 | El milagro de vivir    | Eduardo Moreira                 | TVN      |
| 1994 | Rojo y miel            | Bruno Bertuni                   | TVN      |
| 2001 | Piel canela            | Guillermo Moncho Cárdenas       | Canal 13 |

### Series y unitarios
- Jappening con ja (Megavisión, 1995-2001) como «El Huaso Clemente», «Clementina», «Tutín» (La Oficina), «Chalo» (peluquería Le Bisoñé) y «Charly Badulaque»
- Posta Lo Matta (La Red, 1991) como Artenor Toro «Torito»
- Infieles (Chilevisión, 2013) - Capítulo «Cazatalentos»
- Cesantes  (Chilevisión, 2014) - Capítulo «El embromado»
- Infieles  (Chilevisión, 2014) - Capítulo «Ojos que no ven»

### Videoclips
- «Charly Badulaque» debuta como vocalista de Kimeros en el videoclip del tema «Se te echó la yegua».

## Historial electoral

### Elecciones municipales de 2004
- Elecciones municipales de 2004, para el concejo municipal de Puente Alto[17]

| Candidato                         | Pacto                          | Partido | Votos  | %     | Resultado |
| --------------------------------- | ------------------------------ | ------- | ------ | ----- | --------- |
| María Angélica Villadangos Wenger | Alianza                        | RN      | 15 605 | 15,04 | Concejala |
| María Teresa Alvear Valenzuela    | Concertación por la Democracia | PDC     | 13 314 | 12,83 | Concejala |
| Claudio Reyes                     | Alianza                        | UDI     | 12 456 | 12,00 | Concejal  |
| Sylvia Roubillard Hauyon          | Concertación por la Democracia | PS      | 10 627 | 10,24 | Concejala |
| Sergio Villagrán Soto             | Concertación por la Democracia | PPD     | 8692   | 8,38  | Concejal  |
| Lucas Palacios Covarrubias        | Alianza                        | UDI     | 5251   | 5,06  | Concejal  |
| Claudio Reyes Canto               | Juntos Podemos                 | PH      | 5148   | 4,96  | Concejal  |
| Óscar Plaza Flores                | Alianza                        | UDI     | 4715   | 4,54  |           |
| Luis Escanilla Benavides          | Concertación por la Democracia | PS      | 4616   | 4,45  |           |
| Alfredo Villavicencio Clavero     | Alianza                        | RN      | 4389   | 4,25  | Concejal  |
| Hernán Palma Pérez                | Juntos Podemos                 | PH      | 1050   | 1,01  |           |